# Герсеванівський
Герсеванівський — проміжна залізнична станція Харківської дирекції залізничних перевезень Південної залізниці. Розташована на двоколійній електрифікованій постійним струмом лінії Мерефа — Лозова між станціями Краснопавлівка та Панютине у с. Герсеванівка Лозівського району. На станції зупиняються тільки приміські поїзди.